# Sewanee Natural Bridge
 (juin 2020).
Le pont naturel de Sewanee dans le comté de Franklin, dans l’État du Tennessee, est une arche naturelle en grès de 8 m de haut avec une portée de 15 m. Il s'agit essentiellement d'un gouffre géant partiellement érodé pour former un grand pont de pierre. Une source humide située derrière le pont dans une grotte rocheuse a probablement contribué à l'érosion formant l'arche. Il est appelé le pont naturel de Sewanee car il appartenait autrefois à l'Université du Sud à Sewanee, au Tennessee. Il s'agit d'un espace naturel de 1,2 hectare désigné par l'État.  